# Tony Gaze
Tony Gaze (geboren als Frederick Anthony Owen Gaze (Melbourne, Victoria, 3 februari 1920 – Geelong, 29 juli 2013) was een Formule 1-coureur uit Australië. Hij reed in 1952 vier Grands Prix voor het team HWM.